# Kamil Kula
Kamil Kula (ur. 1 czerwca 1989 w Tarnowie) – polski aktor filmowy, telewizyjny i dubbingowy.

## Kariera
W 2012 ukończył studia w Akademii Teatralnej im. Aleksandra Zelwerowicza w Warszawie.
Od 1 września 2013 jest etatowym aktorem Teatru Kwadrat w Warszawie. Zagrał tam główną rolę w spektaklu Ciotka Karola 3.0 w reżyserii Andrzeja Nejmana.
Pierwszy raz na dużym ekranie pojawił się w filmie Oszukane w roli Pawła.
Na małym ekranie zadebiutował rolą Igora w serialu Hotel 52, w którym grał w latach 2010–2013. Od 2015 gra salowego Szczepana w Na dobre i na złe. W 2016 zagrał główną rolę (Andrieja) we włoskim filmie Il traduttore u boku Claudii Gerini.

## Życie prywatne
Był związany z Anną Karczmarczyk. 26 września 2015 poślubił Martę Żmudę Trzebiatowską, z którą ma syna (ur. 2017) i córkę (ur. 2020).

## Teatr
- od 2013: Teatr Kwadrat[14]
- od 2019: Teatr Gudejko

## Filmografia
- 2010–2013: Hotel 52 – Igor Szwed
- 2011: Komisarz Rozen – Grzegorz Wandorf
- 2013: To nie koniec świata – Artur (odc.1,5,7)
- 2013: Oszukane – Paweł
- 2013: Ojciec Mateusz – Daniel Krajewski (odc. 110)
- 2013: Lekarze – Jacek Zduniak (odc. 17, 19-21)
- 2014: Jack Strong – żołnierz przekazujący Kuklińskiemu dokumenty stanu wojennego
- od 2015: Na dobre i na złe – pielęgniarz Szczepan Lipski
- 2015: Słaba płeć? – kucharz w „Szklarni”
- 2015–2016: Singielka – Robert Sułkowski, narzeczony Natalii
- 2016: Świat według Kiepskich – Roman (odc. 497)
- 2016: Rodzinka.pl – Wiesław Jaros, korepetytor Kacpra (odc. 180)
- 2016: Po prostu przyjaźń – Filip, przyjaciel Jadźki
- 2016: Para nie do pary – Karol, brat pana młodego
- 2016: Music, war and love – Martin Beck
- 2016: Il Traduttore – Andrei
- 2016–2017: Przyjaciółki – weterynarz Cezary Sokoliński
- 2017–2020: O mnie się nie martw – Igor Borejsza, mąż Sylwii
- 2017: Serce nie sługa – Janek
- 2017: Nie zostawiaj mnie – Robert
- 2017–2019: Za marzenia – aktor Szymon Korcz
- 2018–2019: W rytmie serca – Beniamin Kozłowski
- 2018: Planeta singli 2 – Aleksander
- 2019: Mayday – inspektor Biernacki
- 2019: Znajdę Cię –  Martin Beck
- 2019: Blondynka – weterynarz Jerzy Wiślicki
- 2020: Komisarz Alex – Jakub Trzeciak (odc. 169)
- 2020: Echo serca – Feliks Klimczuk (odc. 34, 35)
- 2023-2024: Sługa Narodu – Stanisław, wiceprezes Polskiego Banku Centralnego[15][16]

## Polskidubbing

### Filmy
- 1999: Inazuma 11
- 2000: Świąteczna zadyma w Los Angeles
- 2001: Lewy Mikołaj
- 2009: Trzej muszkieterowie
- 2010: Szesnaście życzeń – Jay
- 2011: Biegiem przez las – Januszek
- 2011: Pokémon: Czerń – Victini i Reshiram/Pokémon: Biel – Victini i Zekrom – Damon
- 2012: Asterix i Obelix: W służbie Jej Królewskiej Mości
- 2012: Nie-przyjaciele – Lance Lancaster
- 2012: Wyśpiewać marzenia – Charlie
- 2013: Kumba – Zebra #2
- 2013: Ratujmy Mikołaja! – elf Bernard
- 2013: Rycerz Blaszka. Pogromca smoków
- 2013: Sarila – mężczyzna z klanu
- 2013: Smerfy: Legenda Smerfnej Doliny – Leser
- 2013: Smerfy 2
- 2014: Czarownica – książę Filip
- 2014: Batman i Liga Sprawiedliwości – Aquaman
- 2014: Cloud 9 – Will Cloud
- 2014: Karol, który został świętym – 47
- 2014: Siedmiu krasnoludków ratuje Śpiącą Królewnę – Jaś
- 2014: Wojownicze Żółwie Ninja – McNaughton
- 2015: Gwiezdne wojny: Przebudzenie Mocy – generał Armitage Hux
- 2015: Kopciuszek – Książę
- 2015: Pewien zwariowany rejs – Sean
- 2015: SpongeBob: Na suchym lądzie
- 2016: Kapitan Ameryka: Wojna bohaterów – T’Challa / Czarna Pantera
- 2016: Robinson Crusoe – Robinson Crusoe
- 2017: Piękna i Bestia – Bestia (dialogi)
- 2017: Wonder Woman – Steve Trevor
- 2018: Czarna Pantera – T’Challa / Czarna Pantera
- 2019: Angry Birds 2 – Czerwony
- 2020: Sonic. Szybki jak błyskawica – Tom Wachowski
- 2022: Sonic 2. Szybki jak błyskawica – Tom Wachowski

### Seriale
- 2005–2006: Krypto superpies – postarzony Kevin (odc. 29a)
- 2007–2011: Przygody Sary Jane – Santiago Jones (odc. 40–41)
- 2008–2011: Inazuma 11 – Jude Sharp
- 2009–2012: Zeke i Luther – Vin Jackman (odc. 72–73)
- 2010–2012: Para królów – Boz
- 2010: Taniec rządzi – Kevin (odc. 43)
- 2010: Mr Young – Dark Demon (odc. 40)
- 2011: Jessie –
  - Vincent (odc. 20),
  - McD / Timothy „Timmy” Finkleberg (odc. 42–43),
  - Ted Hoover (odc. 51),
  - Kapelan Taylor (odc. 53–54)
- 2011: Pokémon: Czerń i Biel – Ścieżki przeznaczenia –
  - Montgomery (odc. 22–24),
  - Case (odc. 33)
- 2011–2012: W jak Wypas – Max
- 2012–2013: Marvin Marvin – Alex i Adam (odc. 6)
- 2012: Szczury laboratoryjne – Adam
- 2012: Slugterra –
  - Mistrz Gry (odc. 32),
  - Junjie (odc. S2)
- 2012: Transformers: Rescue Bots –
  - Sierżant Barney (odc. 59),
  - Inwestor (odc. 84),
  - Sideswipe (odc. 98)
- 2012: Violetta – Clément Galan / Alex (odc. 163, 165, 167–211, 213–217, 219–240)
- 2012: Wolfblood – Tom Okinawe
- 2012: Lato w mieście – Edan (odc. 33)
- 2013–2014: Power Rangers Megaforce – Troy Burrows
- 2013–2015: Hulk i agenci M.I.A.Z.G.I. – Moon Boy (odc. 45)
- 2013: Avengers: Zjednoczeni – Aron / Molecule Kid (odc. 8)
- 2013: Mako Mermaids: Syreny z Mako
- 2013: Młodzi Tytani: Akcja! –
  - Wodnik (Garth) (odc. 28a),
  - Wodnik (Kaldur’ahm) (odc. 43a),
  - Żółw #2 (odc. 45a),
  - różne głosy (odc. 40, 50)
- 2013: Oddział specjalny –
  - Kapitan Atom (odc. 14, 34, 41),
  - 30-letni Oliver (odc. 17),
  - Adam (odc. 46)
- 2013: Pokémon seria: XY –
  - Farrell (odc. 20 serii XVII),
  - Doktor White (odc. 15 serii XVIII)
- 2013: Mój kumpel duch – Rhett Thorn
- 2014: To nie ja – trener (odc. 12)
- 2015: Transformers: Robots in Disguise – Sideswipe
- 2015: Nastoletnia agentka – agent Graham (odc. 30)
- 2015: Muppety – Jason Bateman (odc. 7)
- 2015: Era Ronków – Walter

### Gry
- 2013: Tomb Raider jako śmieciarz
- 2013: Crysis 3 jako żołnierz CELL #5[17]
- 2013: Killzone: Najemnik jako Iwanow
- 2013: Killzone: Shadow Fall jako jeden z komandosów
- 2015:  Wiedźmin 3: Dziki Gon jako Jan Geermer[18], Eustachy, Jontek, Jeden z duchów
- 2015: Until Dawn jako Chris
- 2015: Wiedźmin 3: Dziki Gon – Serca z kamienia jako Jawnut, uchodźca z Ofiru, chłopi
- 2016: Wiedźmin 3: Dziki Gon – Krew i wino jako Liam de Coronta
- 2016: Lego Gwiezdne wojny: Przebudzenie Mocy jako generał Hux
- 2016: Battlefield 1 jako George Brackam
- 2016: Alice VR jako K.O.T.
- 2016: Call of Duty: Infinite Warfare jako Kloss
- 2017: Torment: Tides of Numenera jako Erritis
- 2017: Lego Marvel Super Heroes 2 jako Czarna Pantera
- 2017: Call of Duty: WWII jako Perez
- 2017: Need for Speed Payback
- 2017: Ukryty plan jako słuchacz radia
- 2018: Spider-Man jako jeden ze zbirów Fiska
- 2018: FIFA 19 jako Terry
- 2018: Call of Duty: Black Ops 4 jako Instruktor
- 2018: LEGO DC Super-Villains: Złoczyńcy jako Superman, Doktor Błysk, Hugo Strange, Power Ring
- 2018: Wojna krwi: Wiedźmińskie opowieści jako Gascon
- 2018: Gwint: Wiedźmińska gra karciana jako Gascon
- 2020: League of Legends jako Yone
- 2020: Cyberpunk 2077 jako V (głos męski)

## Role teatralne
- 2011: Merylin/Proca[19]
- 2011: Przez park na bosaka
- 2012: Przypadki pana Jourdain[20]
- 2013: Klatka wariatek[21]
- 2013: Ciotka Karola 3.0
- 2015: Okno na parlament[22]
- 2016: Godzinka spokoju[23]
- 2017: Otwarcie sezonu
- 2019: Berek, czyli upiór w moherze 2
- 2019: Blef